# Susan Boyle
Susan Boyle (n. 1 aprilie 1961, Blackburn⁠(d), Scoția, Regatul Unit) este o cântăreață din Scoția.
S-a remarcat pentru prima dată la concursul Britain's Got Talent pe data de 15 aprilie 2009, cântând piesa I Dreamed a Dream.
Prestația ei a creat o impresie pe plan mondial, prin contrastul dintre aspectul fizic neîngrijit și vocea de mezzosoprană pe care o are. Site-ul youtube a avut parte de milioane de vizitatori încă din primele săptămâni de la difuzarea concursului. A pierdut concursul, clasându-se pe locul II, fiind învinsă de o trupa de dans Diversity.

## Biografie
S-a născut la Blackburn, West Lothian, Scoția. Tatăl său, Patrick Boyle, era miner, veteran din cel de-al Doilea Război Mondial și cântăreț la barul local; și mama ei, Bridget, stenodactilografă. Ambii erau imigranți din Comitatul Donegal, Irlanda. Ea a fost cea mai mică din patru frați și șase surori. Născându-se când mama ei avea 47 de ani, Susan a fost lipsită de oxigen pe parcursul nașterii dificile și mai târziu a fost diagnosticată cu dislexie. Ca urmare, a fost batjocorită de copii, fiind poreclită încă din copilărie.
După ce a părăsit școala cu puține calificări profesionale, a fost angajată temporar (timp de șase luni) ca bucătăreasă stagiară. Îi plăcea să meargă la teatru pentru a asculta cântăreți profesioniști.
A luat lecții de canto de la profesorul Fred O'Neil.
Susan Boyle a avut grijă de mama ei până în 2007, când aceasta a decedat la vârsta de 91 de ani. Înainte de a se lansa ca artistă ea cânta în corul bisericii romano-catolice din Blackburn, a cărei enoriașă este. Ea vizita persoanele în vârstă din parohie și lua parte la alte activități organizate de biserică, activități la care nu a renunțat. Nu s-a angrenat în alte activități publice. Frații ei au plecat de acasă, iar tatăl ei a murit în anii 1990. Ea locuiește cu pisica ei pe care o are de peste 10 ani.

## Discografie
- I Dreamed a Dream („Am avut un vis”) (23 noiembrie 2009)
- The Gift („Darul”) (2010)
- Someone to Watch Over Me („Cineva care să mă vegheze”) (2011)
- Standing ovation (Ovații în picioare) (2012)

## Filmografie
- The Christmas Candle (2013)

## Premii și nominalizări
| An   | Premiu                           | Categorie                                                 | Rezultat     |
| ---- | -------------------------------- | --------------------------------------------------------- | ------------ |
| 2011 | A 53-a ediție a Premiilor Grammy | Cel mai bun album vocal de muzică pop – I Dreamed a Dream | Nominalizare |